# Château de Feissons
Le château de Feissons ou de Feissons-sous-Briançon est une ancienne maison forte, du XIIIe siècle, centre de la seigneurie de Feissons, érigée en comté en 1680, dont les vestiges se dressent, sur la commune de Feissons-sur-Isère dans le département de la Savoie en région Auvergne-Rhône-Alpes.

## Situation
La maison forte de Feissons est située dans le département français de Savoie sur la commune de Feissons-sur-Isère, au nord-est du bourg. Feisson est situé en aval de Notre-Dame-de-Briançon d'où l'usage parfois du nom de Feisson-sous-Briançon.

## Histoire
Le château de Feissons relève de la famille de Briançon, vicomtes de Tarentaise, principalement possessionnés dans la partie avale de la Tarentaise, après Moûtiers.
Un premier château, possession des vicomtes de Briançon, famille connu depuis l'an 900, est cité en 1082, date à laquelle, il aurait été détruit, selon la légende, par Humbert II de Savoie, sous le motif que ses possesseurs se livraient au pillage et au brigandage.
En 1250, Pierre d'Aigueblanche, seigneur de Briançon, est investi du fief de Feissons.
En 1330, Pierre, seigneur de Fesson [sic], se voit investi du fief, et, après lui, en 1357, Amédée de Conflens. Entre 1358 et 1359, ce dernier est confirmé dans sa juridiction, alors que Rodolphe, seigneur de Montmayeur et allié des Briançon, chanoine de Genève, est investi des dépendances. En 1379, les frères Antoine et Amédée Benet et leurs épouses Catherine et Antoinette, sont investis du château.
La maison forte est, en 1427, et, 1447, inféodée à Marie de Villette, fille d'Humbert de Chevron, mariée, en 1434, à Bertrand de Duyn, seigneur de la Val d'Isère. En 1451, Bertrand de Duyn, seigneur de la Val-d'Isère, se voit investi de la « motte et château de Fesson ».
En 1505, Jean de Duyn, baron de la Val-d'Isère, seigneur de Combefort, vicomte de tarentaise, marié, en 1530, à Françoise de Tavares (Portugal) est autorisé à y dresser des fourches patibulaires.
En 1536, il est pris par les troupes de François Ier, lors de la guerre, qui oppose la Savoie et la France, dans la succession du duché de Milan, que revendique François Ier et qui conduira à la 1re occupation françaises du duché de Savoie.
Il est de nouveau pris en 1600, cette fois par les troupes d'Henri IV, lors de la guerre franco-savoyarde, et qui débouchera sur la 2e occupation française de la Savoie. Il est alors démantelé.
En 1680, la seigneurie de Feissons est érigée en comté au profit de Charles-Victor-Joseph de Saint-Thomas, et, en 1700, elle est par lettres patentes inféodée avec clause d'inaliénation au profit des habitants de Feissons.

## Description
Étienne-Louis Borrel (1822-1906), architecte et historien de la Savoie, dans sa notice consacrée au château le présente ainsi « Le château […] tient du manoir et du château fort il est élevé sur un monticule naturel, très escarpé sur ses flancs sud-ouest et d'un accès relativement facile par ses côtés nord-est et nord-ouest ». Il est « défendu par un fossé […] de douze
mètres de largeur », suivi d'une enceinte, associé à un donjon et des tourelles.
Ses parties les plus anciennes pourraient remonter au XIIIe siècle (donjon), se présente sous la forme d'une enceinte de plan barlong, dont les murs sont épais d'environ 1 mètre, qui enchemise une tour maîtresse cylindrique du milieu du XIIIe siècle, et, dressé à proximité, un grand logis quadrangulaire, daté de 1536, flanqué à chacun de ses angles par des tourelles rondes pleines au rez-de-chaussée.
Le donjon, construit face à la partie faible de la position, haut de 26 mètres, comportait cinq niveaux planchéiés posés sur un retrait du mur ; le mur ayant une épaisseur de 2,80 mètres à la base et de 2,24 mètres au sommet. Sa base est constituée de moellons ordinaires noyé de mortier. La porte s'ouvre à 8 mètres de hauteur et l'étage sommital est occupé par une plateforme, qui repose sur une voûte, munie d'un parapet crénelé protégeant un chemin de ronde. À l'intérieur, le premier étage dispose d'une cheminée en pierre de tufs taillés, et au second d'une latrine.
Le logis du XVIe siècle, haut de trois étages sous combles, construit en petit appareil constitué de moellons, s'éclaire par des baies dont l'entourage est en pierre de taille. À chaque étage une porte permet la communication entre le logis et les tourelles.